# Targum Jonatana
Targum Jonatana (Targum Jonatana ben Uzziela) – targum aramejski zawierający interpretację ksiąg historycznych i pism prorockich Biblii hebrajskiej, pochodzący z I/II wieku n.e. Najstarsze istniejące spisane wersje pochodzą z około 500 roku n.e. Jest to bardziej parafraza tekstów biblijnych niż tłumaczenie. Reprezentuje on szkołę babilońską (wschodnią).

## Tłumacz
Zgodnie z tradycją żydowską został on napisany przez Jonatana ben Uzziela, który sformułował go ustnie, zgodnie z instrukcjami Aggeusza, Zachariasza, Malachiasza. To twierdzenie oznacza prawdopodobnie, że targum ten wiernie oddaje tradycyjną interpretację, przekazywaną z pokolenia na pokolenie od dawnych czasów. Według Talmudu babilońskiego (Sukkah 28a, Bava Batra 134a), Jonatan ben Uzziel był uczniem Hillela Starszego, co określa czas powstania targumu na I wiek n.e.
Talmud babiloński cytowane fragmenty tego targumu przypisuje rabbiemu Josefowi bar Hijja (zm. 333), przełożonemu szkoły w Pumbedicie. Rabbi Josef był uważany za wielki autorytet w tradycji targumów, a jego orzeczenia w sprawie tłumaczenia wielu pojedynczych fragmentów były respektowane, co może oznaczać, że był on redaktorem tego targumu.

## Opis
Targum Jonatana, podobnie jak Targum Onkelosa, ostateczną formę pisemną przyjął w V wieku n.e. Językowo oba targumy są do siebie podobne, gdyż używają podobnych konstrukcji gramatycznych, jednak różnią się używanymi słowami oraz przyjętą w Targumie Jonatana formą parafrazy.
W księgach historycznych Targum Jonatana jest często wyjaśnieniem tekstu, podczas gdy w księgach proroczych jest w rzeczywistości interpretacją ściśle związaną z kultem. Zawarte w nim opinie religijne i przeplatające się koncepcje teologiczne mają charakter pouczający. Ponadto tekst targumu nie jest wolny od późniejszych dodatków, z tej przyczyny w kilku jego miejscach występują podwójne objaśnienia.

## Wydania
Po raz pierwszy został on wydrukowany w części (prorocy wcześniejsi) z komentarzem Gimhiego i Lewiego w Leiria (Portugalia, 1494). Cały targum został wydrukowany w rabinackiej Biblii Bomberga i Buxdorfa oraz w Poliglocie anwerpskiej, paryskiej i londyńskiej. Został wydany również przez de Lagarde'a, jako „Prophetae chaldice e fide codicis Reuchliniani” (Lipsk, 1872). Wydano również dodatkowe uzupełnienia  na podstawie manuskryptu erfurckiego („Symmicta”, I, 139).